# بیلی (کارولینای شمالی)
بیلی (به انگلیسی: Bailey) شهری در ایالت کارولینای شمالی کشور ایالات متحده آمریکا است که جمعیت آن در سرشماری سال ۲۰۱۰ میلادی، ۵۶۹ نفر بوده‌است.